# 鵜ノ尾埼灯台
鵜ノ尾埼灯台（うのおさきとうだい）は、福島県相馬市の鵜ノ尾岬（鵜ノ尾埼）付近の高台に立つ白亜の灯台。
四角形の中型灯台である。
灯台の周辺は福島県の松川浦県立自然公園に指定され、太平洋を望む。
現在は内部公開されていない。

## 歴史
- 1953年（昭和28年）2月10日：初点灯[1]。
- 1957年（昭和32年）
  - 2月7日：仮灯となる[2]。
  - 3月15日：仮灯から本灯に復旧する[3]。
- 1961年（昭和36年）3月30日：無人化[4]。
- 1962年（昭和37年）12月：改築。
- 1982年（昭和57年）12月10日：光度が31万カンデラに変更される[5]。
- 2008年（平成20年）11月5日：実効光度が16万カンデラに変更される[6]。

## 付属施設
1963年（昭和38年）5月1日から1992年（平成4年）10月31日までの間、海上保安庁第二管区海上保安本部の鵜ノ尾埼無線方位信号所があった。

## 周辺
- 松川浦県立自然公園
- 鵜ノ尾岬
- 海洋調査船へりおす遭難事故の慰霊碑
- 松川浦大橋
- 松川浦